# シロー・ザ・グッドマン
シロー ザ グッドマン（SHIRO THE GOODMAN）は、日本のDJ。COM.Aとともにロムズ・レコーズを2001年に設立。同時にIxSxOxBxE、タカラダミチノブとのイベント/レーベルHONCHO SOUNDも主宰している。リミキサーとしてTRIAL PRODUCTION、BUSH OF GHOSTS、赤犬などのリミックスを手がけ、「踊り狂って飯が腐るのだ」をはじめとした多くのMIX CDをリリースしている。